# لپایا
لپایا (به صربی: Lepaja) یک منطقهٔ مسکونی در صربستان است که در مروشینا واقع شده‌است.